# سینه‌سرخ پیسه آندامان
سینه‌سرخ پیسه آندامان (نام علمی: Copsychus albiventris) نام یک گونه از سرده سینه‌سرخ پیسه است.